# ديسبينا (قمر)
ديسبينا  (/dɪˈspiːnə/ di-SPEE-nə or /dɪˈspaɪnə/ di-SPY-nə; اللاتينية: Despœna,; الإغريقية: Δέσποινα)، والمعروف أيضا باسم Neptune V . هو القمر الداخلي الثالث ل نبتون سمي نسبة لحوراء ديسبينا التي كانت ابنة بوسيدون وديميتر.
تم اكتشاف ديسبينا في أواخر يوليو 1989 من الصور التي التقطها مسبار فوياجر 2. .وقد أعطي التسمية المؤقتة S/1989 N 3. تم الإعلان عن هذا الاكتشاف في 2 أغسطس 1989، ولكن النص فقط يتحدث عن «10 إطارات أخذت لأكثر من 5 أيام»، مما يعطي تاريخ اكتشاف في وقت ما قبل 28 يوليو. وأطلق علية الاسم الحالي في 16 أيلول / سبتمبر 1991.
شكل القمر ديسبينا غير منتظم ولا يظهر أي علامة على أي تغير جيولوجي. ومن المرجح أنة تكون من كومة من الأنقاض تراكمت مرة أخرى من أجزاء من أقمار نبتون الأصلية التي تحطمت باضطرابات من القمر تريتون بعد وقت قصير من إتخاذ ألاقمار مدارتها الأولية المنحرفة.
يقع مدار ديسبينا بالقرب من ولكن خارج مدار القمر ثالاسا وداخل داخل حلقة لو فيرير وتحت المدار المتزامن لنبتون، ويقدر عرض قطر ديسبينا بحوالي 150 كم (90 ميل)